# نوآ بیتش
نوآ بیتش (آلمانی: Noah Bitsch; ۲۹ سپتامبر ۱۹۸۹) کاراته‌کا اهل آلمان است. وی در بازی‌های المپیک تابستانی ۲۰۲۰ شرکت کرده‌است.